# Sulzberg, Oberallgäu
Sulzberg là một đô thị ở Oberallgäu bang Bayern thuộc nước Đức.